# Hladna fuzija
Hladna fuzíja je tehnični izraz za jedrsko zlivanje (fuzijo), ki lahko poteka mnogo pod temperaturo, ki je potrebna za termonuklearne reakcije (milijoni stopinj Celzija). Obstaja več načinov, kako doseči tako reakcije, vendar trenutno še noben od njih ne proizvede več energije, kot je je potrebno za vzdrževanje reakcije.
Izraz je najpogosteje uporabljen v ožjem pomenu. Z njim imenujemo fizikalno slabo razumljen pojav v elektrolitskih celicah, pri katerem pri sobni temperaturi in standardnem atmosferskem pritisku naj bi prihajalo do fuzije (zlitja) jeder vodika (še posebej devterija) v helij. Zaradi spornega (nedokazanega) produkta omenjene reakcije se je večina raziskovalcev hladne fuzije oddaljila od tega izraza.
Jedrsko zlivanje z devterijem sprosti velike količine energije, uporablja obilen izvor energije in proizvede le majhne količine jedrskih odpadkov. Poceni in enostaven način uporabe jedrskega zlivanja bi zato imel velik ekonomski vpliv. Trenutno (2005) hladne fuzije ne znamo doseči na nadziran in trajen način, v reakcijo pa moramo tudi vlagati več energije, kot nam je le-ta vrne. Če bi nam uspelo doseči hladno fuzijo v elektrolitskih celicah, bi pridobili poceni in enostaven način proizvajanja energije. Zaenkrat ne kaže, da bi bilo to možno v bližnji prihodnosti.